# モーゼルC96
モーゼルC96（Mauser C96）は、ドイツ帝国で開発された自動拳銃である。

## 開発
C96はモーゼル（マウザー）社の創業者であるモーゼル兄弟の手がけた製品ではなかった。弟パウル・モーゼルは大型拳銃を好まず、社内での設計を禁止することさえ考えていたという。そんな中で同社の試験場監督だったフィデル・フェーデルレ（Fidel Feederle）は兄弟のフリードリヒ（Friedrich）、ヨゼフ（Josef）と共に秘密裏に大型拳銃の設計を行った。当初、モーゼルはこの新型拳銃に難色を示していたものの、最終的には帝国軍が制式拳銃として採用することを期待して「モーゼル」の名を冠することを認めた。
フェーデルレ兄弟は1893年から非公式に設計を開始し、1894年夏頃には最初のパイロットモデルが完成した。以後はモーゼル社の公式プロジェクトとして設計が進められ、1895年3月15日には試射の準備が整った。同年12月11日にドイツで、また1897年までにヨーロッパ各国やアメリカ合衆国などで特許を取得した。
1896年末からC96すなわち「96年設計型」（Construction 96）として生産が開始された。その最大の特徴となっているトリガーの前にマガジンハウジングを持つスタイルは、当時グリップがマガジンハウジングを兼ねる方式が既にアメリカ・コルト・ファイヤーアームズの特許だったため（コルトM1900の開発が同時期に進められていた）。このデザインは重心が前にあるために射撃競技銃のように正確な射撃が可能であり、ストックを併用すると代用カービンとして使用できた。

## 設計

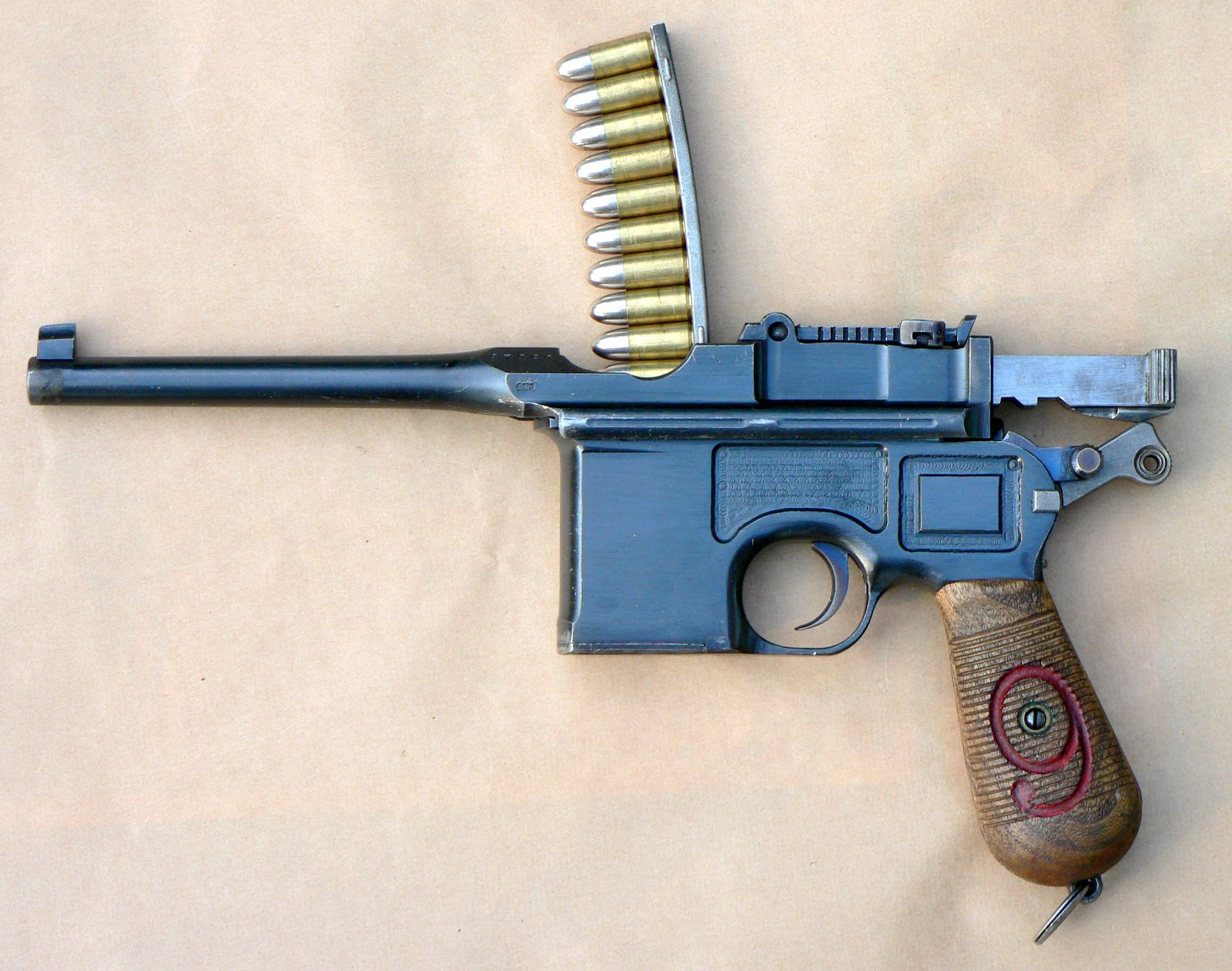
ストリッパークリップを付けた状態。レッド9として知られる9mm口径モデル。

7.63x25mmマウザー弾のほか、9x19mmパラベラム弾を使用するモデルがある。7.63x25mmマウザー弾は、ボーチャードピストルで使用される7.65x25mmボーチャード弾とよく似ているが仕様が異なり、互換性はない。
マガジンへの装弾方法は当時のボルトアクションライフルに似ている。最終弾を撃つか、弾薬が装填されていない銃のコッキングピース（一般的な自動拳銃のスライドに相当）を手動で引き下げると、ボルトがマガジンフォロアーとハンマー上端によって後退位置で保持される。このホールド・オープン状態で弾丸が10発まとめられたクリップを排莢口に差込み、弾丸の列だけを指でマガジンに押し込む。マガジンにはダブル・カラム方式で収納される。弾薬を納め終わったらクリップを抜き取り、ハンマーを指で押し下げるとボルトが前進してチャンバーに第一弾が送り込まれるようになっている。コッキングピースを後退位置でホールドするための独立したパーツはないため、最終弾を撃ち出すまで弾丸の途中補給は困難である。
セーフティレバーはハーフコックおよびフルコックでかけられる。前期型はセーフティを上に押し上げるとOFF、後期型は下に押し下げるとOFFなのでこれで前期型と後期型の区別がつく。また、ボルトとファイアリングピンの長さは同じなので静かにハンマーを戻せば暴発しない。M1930でセーフティレバーに改良が加えられ、ロック状態ではトリガーを引いて、ハンマーを落としても、ファイアリングピンを打たないようになっている。このため、M1896（前期型）とM1930（後期型）の二つのカテゴリーに大別する事が多い。その他特徴として、回転部分の軸や固定部の噛み合わせなど、他の自動拳銃であれば別体のピンで留めるような箇所でそれらを使用することなく、各部品と一体に削り出した構造が挙げられる。ねじもグリップパネルを留めるための一本のみが使われている。

## 運用
C96は1896年から1937年までの41年間にかけて製造された。最終的な生産数は100万丁を超えると言われている。そのほか、中国やスペインなどではコピー生産も行われていた。正式に採用した国は中国など一部に留まったものの、例えばイギリスでは多くの将校がウェストリー・リチャーズ社を通じてC96を購入した。青年将校時代のウィンストン・チャーチルもその1人である。
当時信頼性の低かった着脱弾倉式に比べてモーゼルC96の固定弾倉方式は信頼性が高く、また、他の自動拳銃に比べて倍近い価格だったことや、その目を引くデザインからステータスシンボルとも見なされていた。そのため、モーゼルC96は20世紀前半に最も知られた自動拳銃の1つとなった。
構造上、大量生産には不向きと見なされたためにドイツ帝国軍の制式拳銃には選ばれなかったものの、当時としては多弾数だったこと、弾速の速い高速弾だったこと、ストックをつけたときの有効射程が200mを越えることなどから自動式カービンに相当するポジションを担う実用的な銃として世界数ヶ国でコピー製造され、スペインのアストラ社もコピー品を生産しており、アストラM900として販売していた。ブルームハンドルのフルオートモデルを先に開発していたのはアストラ社であり、マーケットを確認したモーゼル社が追従する形となっていた。

### 中国
「箒の柄（ブルームハンドル）」とあだ名された独特の形状をしたグリップは、掌の小さなアジア人でも問題なく使用できる利点があり、日本や中国でも広く愛用された。中国ではトンプソン・サブマシンガンと弾薬を共用できる.45ACP弾仕様のモデルが山西省軍閥の工廠で生産されている。

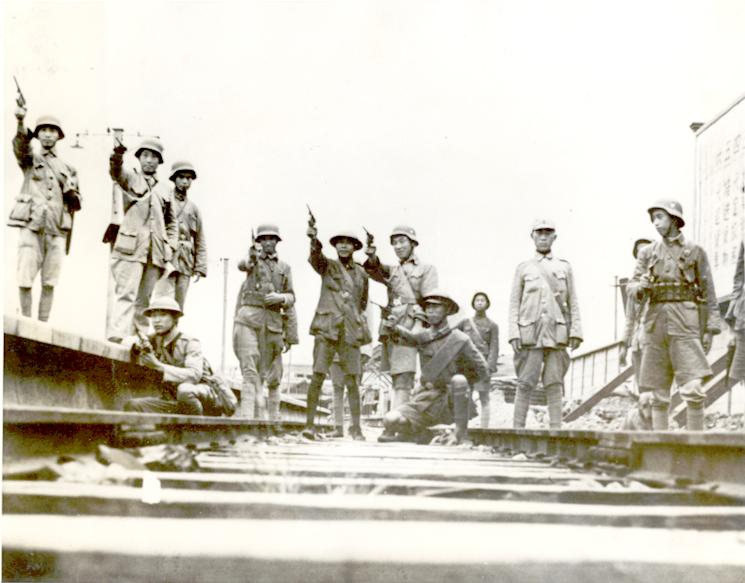
C96を構える国民革命軍の兵士ら

19世紀末の時点で、中国では兵器の近代化には関心が払われていなかった。当時中国を支配していた大清国は孤立主義的な外交政策を採用していたため、兵器産業の技術力は欧米と比べて後れを取っていた。しかし日清戦争（1894年 - 1895年）での敗北や軍閥時代（1916年 - 1928年）の幕開けを経て、早急な軍備の近代化が求められるようになる。こうして欧米から購入した設備と技術を用いて国内の兵工廠の整備を進め、様々な銃器の輸入とコピー生産が始まった。1916年時点で中国には大小合わせてわずか29箇所の兵工廠しか存在しなかったが、1920年代初頭には四川省のみで134箇所を数えるほどに増加していた。
こうした情勢の最中、中国に溢れかえった雑多な拳銃の中でも、C96は特に人気のある製品の1つだった。1919年から実施されていた国際的な対中武器禁輸の対象に含まれず、合法的に購入することが可能だったためである。1916年から1936年にかけて、およそ300,000丁のC96がドイツから中国へと輸出された。ここには第一次世界大戦時の在庫も含まれていたが、大部分は新規に製造された。1927年からはスペイン製コピーの輸入も始まったほか、その後は中国製のコピーも生産されるようになる。
1892年にGew88小銃のライセンス生産品である漢陽88式小銃の製造を専門に担当するため開設された漢陽兵工廠も、この時代には中国における最も重要な兵工廠の1つとなっていた。中国製C96の大部分はここで製造された。生産ピークは1926年から1928年頃で、年間およそ4000丁程度が生産されていた。各種機関銃の生産を手がけていた大沽海軍工廠でもC96が製造された。大沽製のモデルは大きなハンマーリングと短いエクストラクタが特徴だった。山西省の太原兵工廠も元々は小銃製造を担当していたが、1926年からはドイツ人技術顧問を迎えて各種小火器の製造を手掛けるようになった。太原兵工廠における.30モーゼル弾仕様C96の月間生産数は500丁だったと言われるが、製造番号に基づく調査によれば実際の総生産数は2000丁未満ともされている。また、1927年からは太原兵工廠でトンプソンM1921のコピー生産が始まったため、1928年にはこれと共に運用することを想定した.45ACP弾仕様のC96が17式の名称で生産されるようになった。17式の総生産数は9,000丁未満とされている。

### 日本

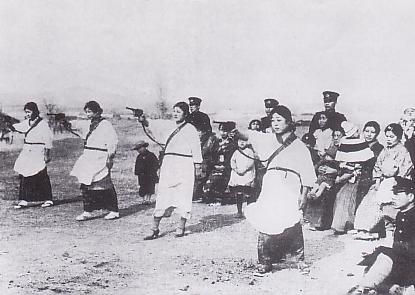
モーゼルC96で射撃訓練をする日本人警察官の婦人たち

中国戦線で大量のC96を鹵獲した日本軍では、1940年（昭和15年）2月から口径7.63mmのモデルに「モ式大型拳銃」の制式名称を与えて準制式拳銃として採用しており、1943年4月（昭和18年）からは弾丸も「モ式大型拳銃実包」として国産された。
中国で大量に鹵獲され、その多くが私物として日本に持ち込まれたため、戦後も一部の将校達は隠匿し続けていた事も判明しており、ソビエト連邦の崩壊後に自主的に警察へ提出されたり、遺族が発見する事が多い事でも知られている。
設計の一部（閉鎖機構）や弾丸の構造が、日本の南部式自動拳銃などに影響を与えているが、外観形状や撃発機構は大きく異なっている。
「モ式大型拳銃」として採用される以前の1930年11月14日に時の総理大臣である濱口雄幸が東京駅で右翼団体の青年に襲撃された際に犯人が使用した銃である。この銃撃で濱口は腸の3分の1を摘出する重傷を負い、これが元で化膿性の疾患を発症して病死した。

### 型式名について
モーゼルC96には多数の派生型が存在するが、これらにモーゼル社が正式な型式名を付けなかった。そのため、現在目にする型式名は後世のコレクターや研究者の便宜上の分類であったり、販売代理店の付けたものも多い。モーゼル・ミリタリーという通称も広く知られているが、実際には軍用拳銃市場よりも民間銃器市場で取り扱われることが多かった。
C96も民間銃器市場向けの名称で、軍用としてはM96という名称が用いられた。また、単にC96と呼んだ場合、1896年の初期型から、1930年のユニバーサルセーフティを備えた後期型、さらには広義にとればフルオート機能を持つ1932年製も含んでしまう。その為、マイナーチェンジなどの細かい違いを考慮するために「M+発売年」で語られる事も多い。

## バリエーション

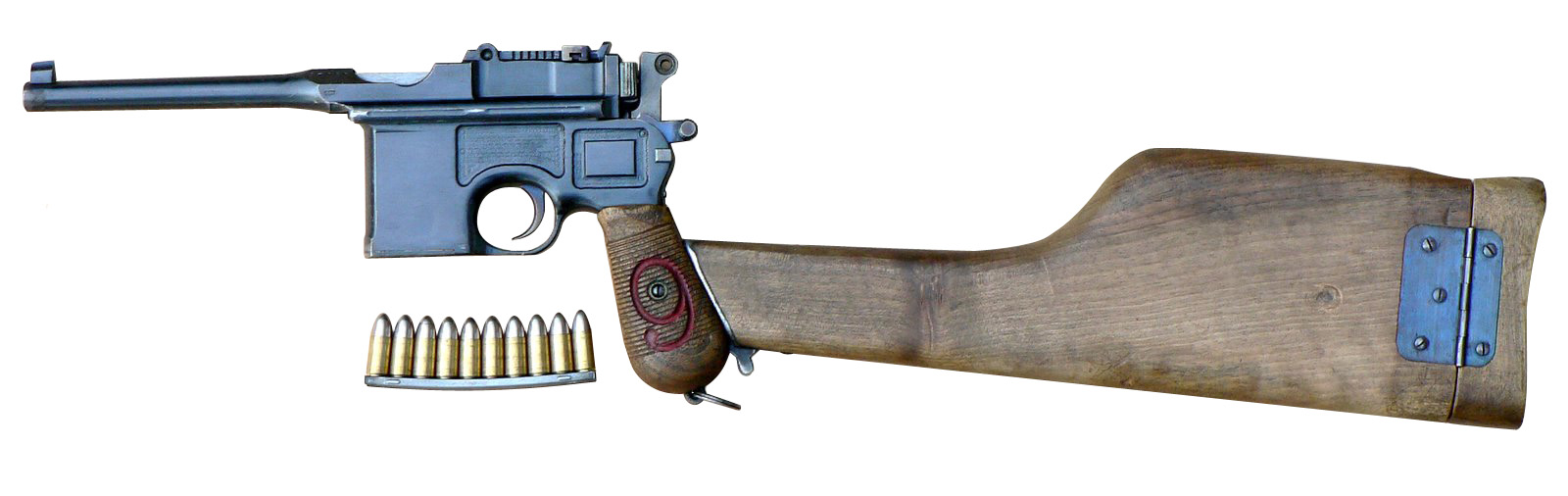
モーゼルC96"レッド9"ストック付き

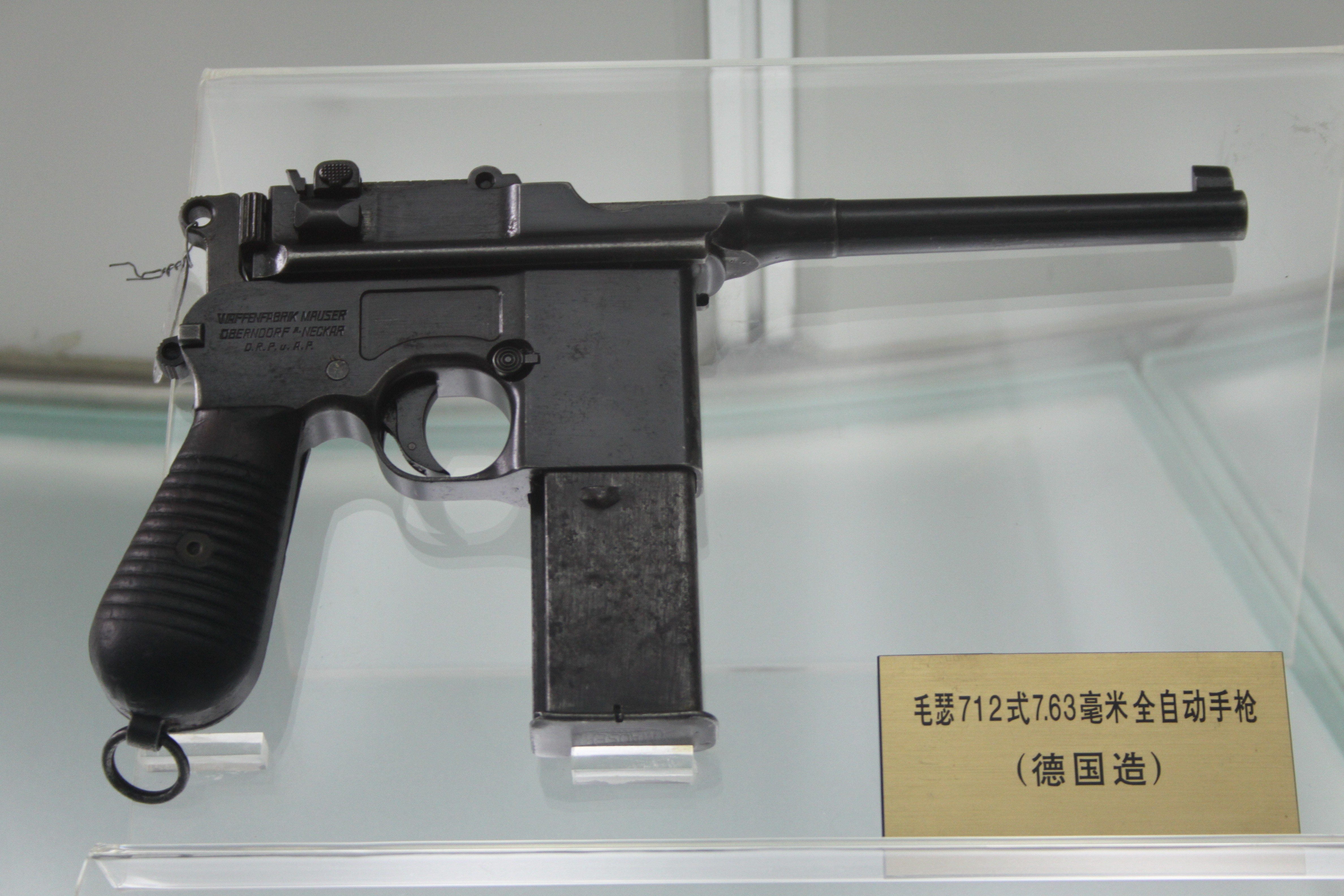
中国で運用されていたM712

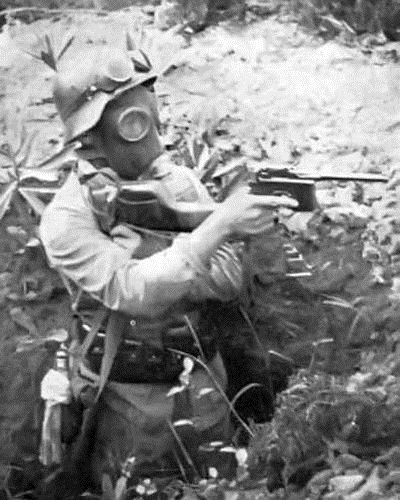
ストックを取り付けた17式を構える国民革命軍の兵士

ルガーP08ほどではないが、多種多様なバリエーションを持つ。
モーゼル・ミリタリー 9mm（M1916）
ドイツ軍制式拳銃弾の9x19mmパラベラム弾用に改造されたモデル。グリップに赤字で大きく「9」と刻印されているため、「レッド9」と呼ばれた。ドイツ帝国軍ではC96を採用していなかったが、ルガーP08の供給が滞り始めたことから、1915年に代用品として9mm仕様のC96を大量に購入した。1912年に設計された、安全装置が改良されたモデルを原型としており、使用弾以外に大きな変更は加えられていなかった。敗戦後にはP08に置き換えられて姿を消していった。
ボロ・モーゼル（Bolo Mauser）
ロシア向けに輸出されたモデル。グリップがやや太く、バレルは4インチに短縮されている。「ボロ」は「ボリシェヴィキ」の略で、ロシア革命前後にボリシェヴィキとその敵対勢力双方に好んで用いられた事による。
ボロ・モーゼル　6ショット
ボロ・モーゼルの弾倉を小型の6連発にして扱いやすくしたモデル。
モーゼル・フラットサイドモデル
C96の側面の凹凸をなくして磨き上げたモデル。バリエーションとして作られたのか、単なるコストダウンなのかは不明。中国ではその鏡のような磨き上げた側面から"大鏡面"の別称がつけられた。
モーゼル・ライエンフォイヤー（Mauser　Reihenfeuer/M713/M1931）
形式名は"M713"であるが、シュネルフォイヤーの前のモデル。モーゼル社での社内名称はM1931。「ライエンフォイヤー」とは、「連射」の意味。製造は1931年。
このモデルから、フルオートによる弾数消費に対応するため、マガジンが脱着式となり10発と20発弾倉が用意された。フルオート射撃時の振動でセレクターが勝手に切り替わってしまうなど欠陥が多かった失敗作で、短期間で生産中止となった。
モーゼル・シュネルフォイヤー（Mauser Schnellfeuer/M712/M1932）
「シュネルフォイヤー」とは、「速射」の意味。フルオート射撃が可能なマシンピストルであり、アメリカの代理店ストーガー社にM712という型式を付けられたモデル。1932年に製造された事からM1932とも呼ばれる。ライエンフォイヤーの欠陥を完全に改めたモデル。セレクターレバーには固定用の押しボタンが設けられ、射手がボタンを押し込んで初めてレバーを操作できる。
M713と同様、フルオート射撃機能の採用を受けて10発ないし20発の着脱式マガジンが用意されたが、従来通りのクリップによる装填も可能。なお、現存する20発弾倉の数は希少である。フルオート射撃では振動が大きく、ストックを使用し片膝を突いた姿勢でも射線の維持は困難であり、近接戦闘で弾幕を張る以外の目的には適さないとされる。中国の遊撃隊兵士の間では、その振動を利用して銃身を水平に倒し、横方向に掃射する撃ち方も発想された。また、中国ではそのフルオート/セミオート射撃機能から"快慢機"の別称がつけられた。その中の20発弾倉装着型は大型の弾倉から"大肚匣子（腹が太いモーゼル拳銃）"の別称をつけた。
短機関銃より携行性に優れ、通常の拳銃よりも強力な火力を発揮できたため、短機関銃の代用たる装備としても利用された。ドイツ国内では、1940年にドイツ空軍が7,800挺を購入したが、砲兵部隊のオートバイ伝令兵にサイドアームとして供与した程度である。また、当時のドイツ空軍降下猟兵の兵士は降下の際に拳銃や手榴弾程度のみ携行し、小銃など主兵装はコンテナに詰めて別途投下するものとされていた。その為、コンテナを回収できない場合でも、カービンや短機関銃を代用出来るシュネルフォイヤーを所持していた兵士もいた。武装親衛隊でも短機関銃不足に対する補助兵器として一定数を購入している。モデルガンとしてモデル化されることの多い、7.63x25mmマウザー弾を使用するタイプが一般的であるが、9ミリルガー弾を使用するタイプもある。
PASAM・マシンピストル(PASAM machine pistol)
ブラジル政府は1930年代半ば、連邦管区警察（ポルトガル語：「連邦管区軍警察」）用に500丁の7.63mm M1932シュネルフォイヤー機関銃を購入した。PASAM（pistola automática semi-automática Mauser、または「半自動/自動マウザー拳銃」）はM1932をベースとして使用したが、いくつかの変更が加えられた。マーキングがポルトガル語であることを除けば、操作系は標準モデルと同じであった。セレクター・スイッチ（左側、トリガー・ガードの上にある）には、Nはノーマル（「平均的」、セミ・オートマチック）、Rはラピード（「急速」、フルオートマチック）と記されていた。セフティ・コントロール・レバー（ハンマーの左側にある）には、Sはseguro（「安全」）、Fはfogo（「発射」）と記されていた[35]。1980年代にはブラジル国家軍警察（Polícia Militar）部隊で使用された。彼らはセミオートマチックカービンとして使用することを好み、フルオートの設定は反動が激しく銃口の跳ね上がりも伴うため緊急時用に留保された。
モーゼル・M714（正式名称不明）
C96の弾倉着脱式モデルで、事実上の構成としては連射機能を省いたM712となっている。モーゼル社の製品ではあるが軍用目的ではなく、アメリカなどへの輸出や護身用として販売されたモデル。ドイツの銃器マーケットでも稀に見ることができるが、C96やM712と比べれば知名度は低い。アンティーク銃のコレクターでも「初めて見た」という言葉がでたほどである。実際、どのような経緯でこの銃が開発されたのか今もって不明である。
山西17式
20世紀初頭、中国は多くの軍閥による群雄割拠の状態にあり、山西省は山西都督の閻錫山率いる軍閥が実効支配していた。閻は彼らにとって事実上の首都である太原に近代的な兵工廠を設けた。山西軍閥は太原兵工廠で.45ACP弾を使用するトンプソン短機関銃を生産していたが、同時に採用していたC96拳銃は7.63mm口径弾を使用しており、弾薬の供給に支障を来していた。
そこでC96を.45ACP弾に対応させる改良を施し、弾薬供給の単純化を目指した。この45口径拳銃は17式と名づけられ、1928年から太原兵工廠にて生産が開始された。同兵工廠は生産年の刻印を1931年以降行っていなかったため正確には不明だが、1932年頃まで生産が続けられたと言われている。また、確認されている最大の生産番号は8555であり、ここから総生産数は9,000丁未満とされている。
17式は左側面に「壹柒式」（一七式）の型式、右側面に「民国拾捌年晋造」（拾捌は十八に同じ）といった製造年が刻印されている点でC96と区別できる他、トリガーガード下で広がる大型の10発装填マガジンが外見上の特徴となっている。装填時には5発留めクリップ2つを使用する事が多かった。これは馬賊や他の軍閥に対する防衛の為、鉄道警備隊などに対してトンプソン短機関銃と共に支給された。
1980年代、アメリカのコレクターの間で.45ACP弾仕様のC96の需要が高まったことで17式の価格は高騰し、中国の銃器メーカーによる類似製品の再生産が行われた。これらは刻印などの細部で識別され、オリジナルの17式より価格は劣るという。
80式自動拳銃（80式衝鋒手槍）
C96・M712の運用、さらにコピー製造の実績を踏まえて、中国人民解放軍が1980年に正式採用した自動拳銃。全体のレイアウトはM712と同様で、ストックも着脱できるが、内部機構は独自の設計となっている。